# Mosteiro de Rizong
O Mosteiro de Rizong, Gompa de Rizong, Mosteiro de Ri-dzong ou Yuma Changchubling é um mosteiro budista tibetano (gompa) do Ladaque, noroeste da Índia. Pertencente à seita Gelug, foi fundado em 1831 ou 1840 e situa-se a oeste-noroeste de Lé, num vale em forma de anfiteatro a cerca 3 400 metros de altitude. No final da década de 1990 residiam no mosteiro cerca de 30 ou 40 monges.
O mosteiro feminino (chomoling) de Julichen (também chamado ou escrito Jelichun e Chulichan), situado um par de quilómetros abaixo, depende do mosteiro de Rizong. Enquanto que os monges de Rizong se dedicam estritamente a assuntos espirituais, as monjas de Julichen, que no final da década de 2000 eram 26, em  tratam dos vastas terras agrícolas e do gado que são propriedade do mosteiro.

## Localização
O mosteiro é acessível por um caminho que sobe em direção a nordeste um vale afluente do rio Indo desde a aldeia de Uleytokpo ao longo de 6 km, que até à década de 2010 só era transitável por veículos motorizados nos primeiros quilómetros. Antes de chegar ao mosteiro, o caminho passa pelo chomoling de Julichen, situado aproximadamente a dois quilómetros abaixo. Uleytokpo, situada na margem direita do Indo, fica a pouco mais de 60 km de Lé pela estrada Serinagar–Lé.
Devido à sua localização, que para quem chega vindo de Uleytokpo parece tapar completamente o vale, o mosteiro corresponde ao sentido original do termo gompa ("longe de qualquer local habitado") e faz jus ao seu nome, que significa "forte de montanha". No início da década de 2010 era o único mosteiro do Ladaque central que não era acessível por veículos motorizados.

## História
Segundo a tradição, o guru do século VIII Padmasambhava, considerado o fundador do budismo tibetano, meditou nas cavernas em redor de Rizong. O mesmo teriam feito os monges seguidores do fundador do mosteiro, o lama Tsultim Nima (ou Thsul-Thim-Nima ou Tsul Khrims Nyi-ma) antes do mosteiro ser fundado, em total isolamento, sendo alimentados uma vez por dia pela população local ou por outros monges através de minúsculo buraco.
Tsultim Nima estabeleceu a Vinaia (regras de disciplina) muito estrita segundo as quais os monges não podem sair do mosteiro a não ser que estejam doentes; dormem no chão, não podem tocar em objetos que tenham sido levados por mulheres, mesmo que sejam da sua família; não podem sair das suas celas antes do nascer do sol ou depois do pôr do sol a não ser para ir buscar água; não podem ter quaisquer possessões pessoais, nem sequer que valham o mesmo que uma agulha; não podem atear fogo nos seus aposentos; devem partilhar tudo o que recebem com os outros monges, nem que seja uma fatia de pão; qualquer mínima suspeita de ofensa grave às regras é imediatamente punida com a expulsão. As regras proíbem ainda que mulheres durmam no mosteiro.

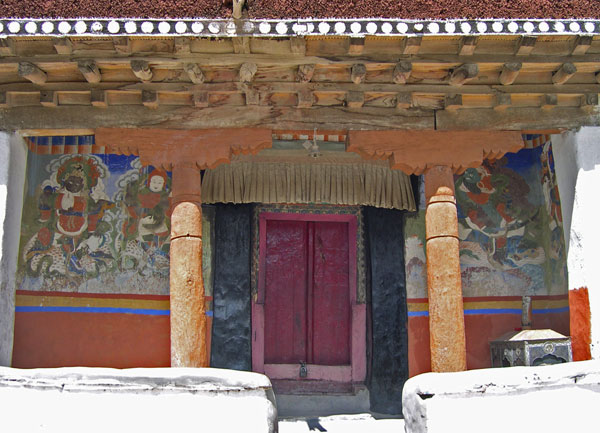
Entrada de um dos santuários de Rizong

Estas regras tão estritas grangearam a fama ao eremitério, que se tornou um local de peregrinação. Algum tempo depois, o rei do Ladaque, cuja consorte visitou Rizong, fez doações generosas e Tsul Khrims Nyi-ma decidiu transformar o eremitério em mosteiro. Este foi construído num local diferente do eremitério, com melhores condições de espaço, de abastecimento de água e de combustível. As obras foram financiadas por doações recolhidas nas aldeias e centenas de aldeões participaram gratuitamente nos trabalhos de construção.
O mosteiro é dirigido por dois bla-mas, considerados a reencarnação do fundador, Tsultim Nima, e do seu filho Sras Rinpoche. O primeiro, superior, reside normalmente em Manali, enquanto que o seu filho Sras Rinpoche é o abade (lama superior) de Rgyud Smad Dratsang, onde após estar dois anos ganha o título de Dga-Idan Khirpa (traduzido na fonte como "líder de todos os académicos tibetanos"). Quando nenhum destes lamas está em Rizong, o mosteiro é dirigido por lamas seniores residentes.
A Vinaia estabelecida pelo fundador ainda é seguida em Rizong, cujos monges estão sujeitos a uma disciplina mais rigorosa do que nos outros mosteiros Gelug do Ladaque. Rizong é o único mosteiro onde os monges não tratam das suas refeições, as quais são preparadas numa cozinha comunal e tomadas num refeitório coletivo. As roupas são igualmente fornecidas pela administração do mosteiro e os monges não realizam danças sagradas (cham), não fazem oferendas votivas não perdem muito tempo com rituais excessivos e as suas únicas possessões pessoais são as roupas e livros.

## Descrição

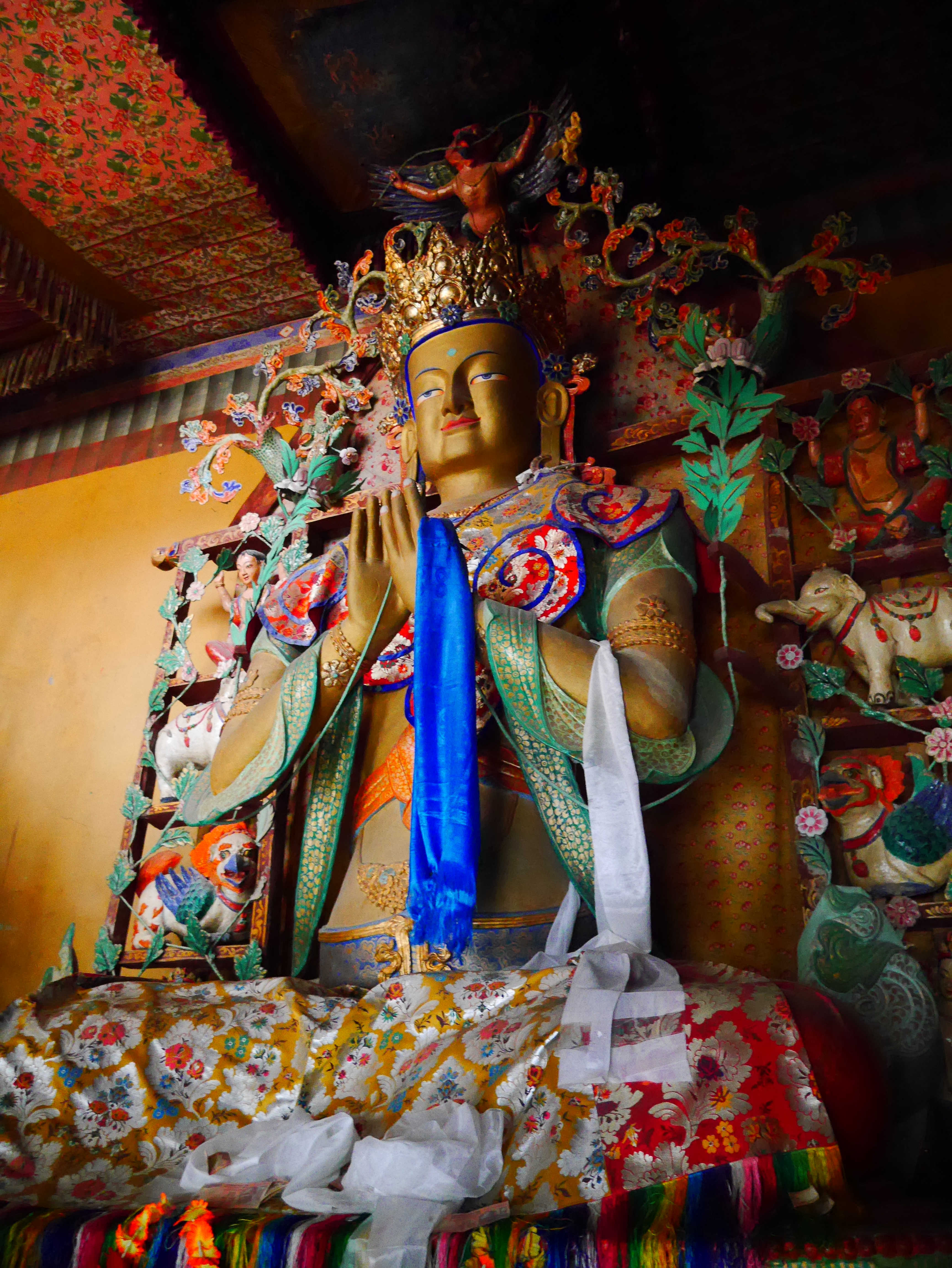
Estátua de Maitreya num dos santuários de Rizong

O complexo tem seis santuários ou templos. O mais antigo, chamada Sku-Gdung ("Santuário da Relíquia") tem no centro uma estupa que contém uma relíquia do fundador. Os frescos têm representações do Dharma-Raja (Buda) e outras divindades importantes.
O Dukhang ("Sala da Assembleia") tem ao centro uma estátua de Sakyamuni (o Buda histórico). No seu lado direito há estátuas do fundador, de outros rinpoches, Yamantaka e outras divindades . No lado esquerdo há imagens de Avalokiteśvara e Mahakala (divindade protetora do mosteiro). Nas paredes estão penduradas thangkas com Lamrims (estágios para alcançar a iluminação segundo os ensinamentos de Buda) e há estantes onde se guardam os volumes do Kanjur e do Tanjur (cânones budistas). Há um trono central, dedicado ao fundador, que é ladeado por dois tronos mais pequenos, para Sras Rinpoche e o o mKhan-po do mosteiro.
Na chamada Câmara Ocidental há estátuas de Mahakala, do fundador Tsul Khrims Nyi-ma, da segunda encarnação de Sras Rinpoche, de Gnas-Bstan Tsual-Khrims Dorji, uma estátua e tronos reservados aos bla-mas Tsul Khrims e  Sras Rinpoche.
O santuário de Thik-Chen tem duas estupas, uma dourada e outra prateada, estátuas de Arya Avalokiteśvara e de Maitreya sentado e frescos com cenas da vida de Sakyamuni.
A Câmara Oriental há estátuas de três mestres budistas (Rje-tzone-khapa, Mkhas-drub-rje e Rgyal-tsab-rje), cujas obras em 30 volumes são ali conservadas.
Por cima do dukhang, há um santuário com uma mandala onde estão representados Yamantaka e outra figura budista (Btra-shis-gyhi-skyong). Em cada um dos cantos da mandala erguem-se estátuas de guias religiosos.

## Mosteiro feminino
O chomoling (mosteiro feminino) de Julichen, cujo nome significa "Damascos Grandes", situado mais abaixo no vale do mosteiro, está subordinado ao mosteiro masculino, ao contrário do que acontece com a generalidade dos chomolings do Ladaque, que em regra são autónomos. Embora a situação tenha vindo a alterar-se desde finais da década de 1990 devido aos esforços da Ladakh Nuns Association (LNA, "Associação de Monjas do Ladaque"), a atividade das monjas de Julichen tem muito pouco a ver com questões espirituais, pois ocupam quase todo o seu tempo a tratar das necessidades dos monges. São elas que, de sol a sol se ocupam das vastos campos de cereais, macieiras e damasqueiros, além de fiarem lã, ordenharem vacas e produzirem óleo a partir das nozes de damasco. Os seus aposentos estão frequentemente atravancados com utensílios agrícolas, damascos a secar, montes de cereais, lã, etc.
Possivelmente devido a essas condições, na década de 1980, quando havia 40 monges em Rizong, em Julichen viviam apenas seis monjas. Esse número tinha baixado para quatro quando Tsering Palmo, a monja budista fundadora da LNA, se lá se instalou na década de 1990. O chomoling foi então ampliado, dotado de aposentos residenciais com melhores condições, instalações sanitárias, quatro salas de aula, uma sala de orações e uma sala de conferências. Embora tais trabalhos tivessem sido autorizados pelo abade de Rizong, este não permitiu que fosse instalado um centro de formação para monjas do Ladaque em Julichen, pelo que Palmo se instalou em Lé, onde fundou a LNA. Entretanto, no fim da década de 1990 o número de monjas tinha quintuplicado, mas a maior parte das novas monjas, com estudos secundários, estavam interessadas em seguir uma vida espiritual e não em serem servas dos monges, o que causou uma divisão na comunidade, com as monjas mais velhas continuando a ser basicamente trabalhadoras rurais sem salário e as mais novas dedicando-se à meditação e ao estudo religioso e filosófico.